# Logotype
Een logotype of woordmerk is een combinatie van letters op een ongewone manier gebruikt als logo. Bij een logotype wordt er bijvoorbeeld gebruikgemaakt van een speciaal lettertype, het in of door elkaar schrijven van de letters, et cetera. Soms ontstaat zo een nieuw teken dat voor allerlei doeleinden wordt gebruikt. 
Voorbeelden daarvan zijn de ampersand (&), een combinatie van de letters e en t (van het Latijnse et) en het apenstaartje (@). Door het toevoegen van extra symbolen ontstaat al gauw een beeldmerk. 